# Palau Zorzi Bon
El Palau Zorzi Bon és un edifici històric de Venècia situat al barri de Castello.

## Descripció

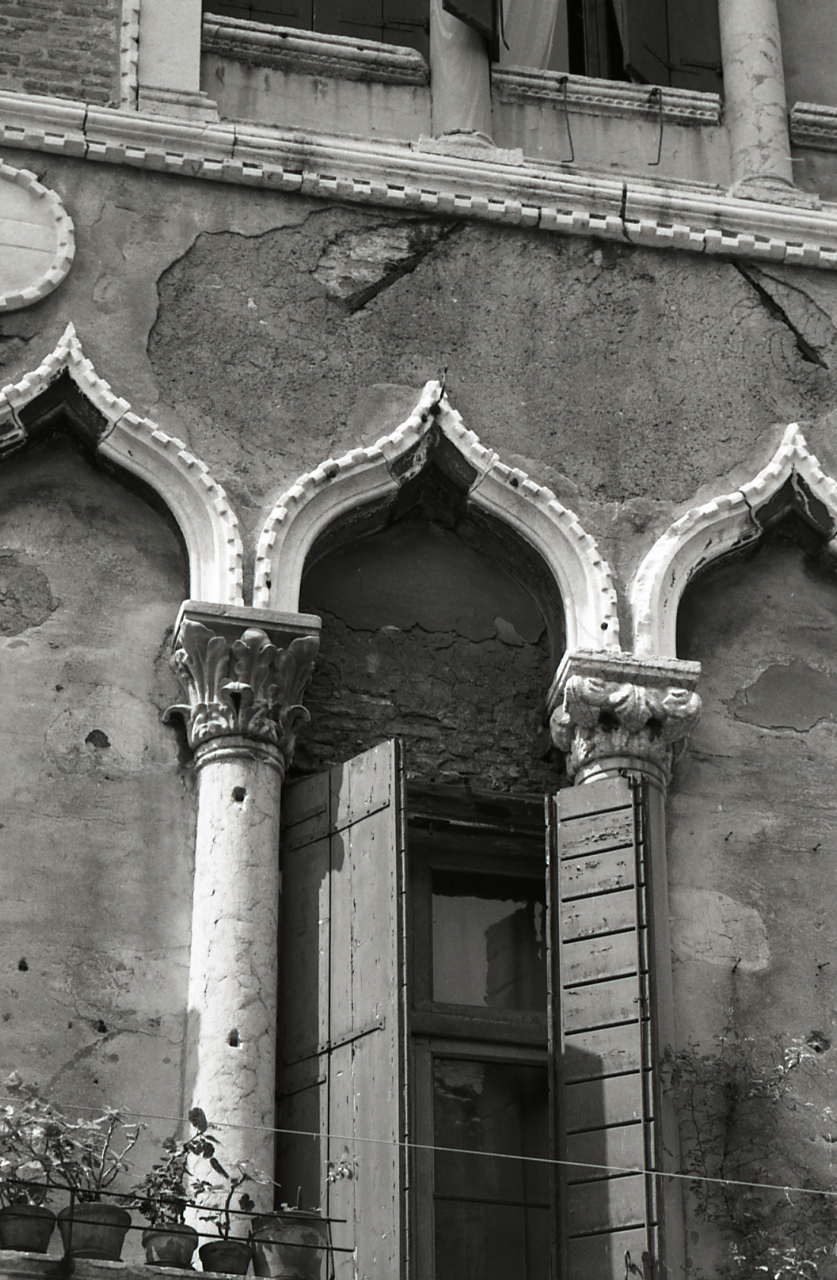
Detall de la façana de l'edifici en una foto de Paolo Monti de 1968

Situat entre el Palau Zorzi di San Severo, amb el qual comunicava antigament, i el Palau Grimani di Santa Maria Formosa, el Palazzo Zorzi Bon mostra una arquitectura del segle XIV que, tot i que modificada per intervencions renaixentistes, encara conserva una finestra de cinc llums a la planta principal, coronada per una finestra de quatre llums, ambdues amb arcs apuntats.
L'addició del cognom Bon, que es repeteix al carrer dell'Arco anomenat Bon que donava accés a la porta de la planta baixa de l'edifici, es deu al lloguer d'un pis de l'edifici per part d'un membre de la família Bon.
L'edifici, avui dividit en apartaments que han distorsionat la seva antiga estructura, va ser la inspiració del llibre The Zorzi Affair de l'escriptora americana Sylva Prince.